# Věž na sušení hadic (Krásná Lípa)
Věž na sušení hadic je jednou z pěti desítek kulturních památek na území města Krásné Lípy v okrese Děčín v Ústeckém kraji, zapsaných v Ústředním seznamu nemovitých kulturních památek České republiky. Jedná se o unikátní technickou památku svého druhu, jedinou zachovalou část hasičské zbrojnice z 19. století.

## Popis
Stará dřevěná věž na sušení hadic z 19. století se nachází v areálu novější hasičské zbrojnice v Nemocniční ulici v Krásné Lípě, zhruba 100 metrů severně od Křinického náměstí. Věž stojí u východní opěrné zdi hřbitova, rozkládajícího se kolem barokního kostela svaté Máří Magdaleny, který je dominantou centrální části města.

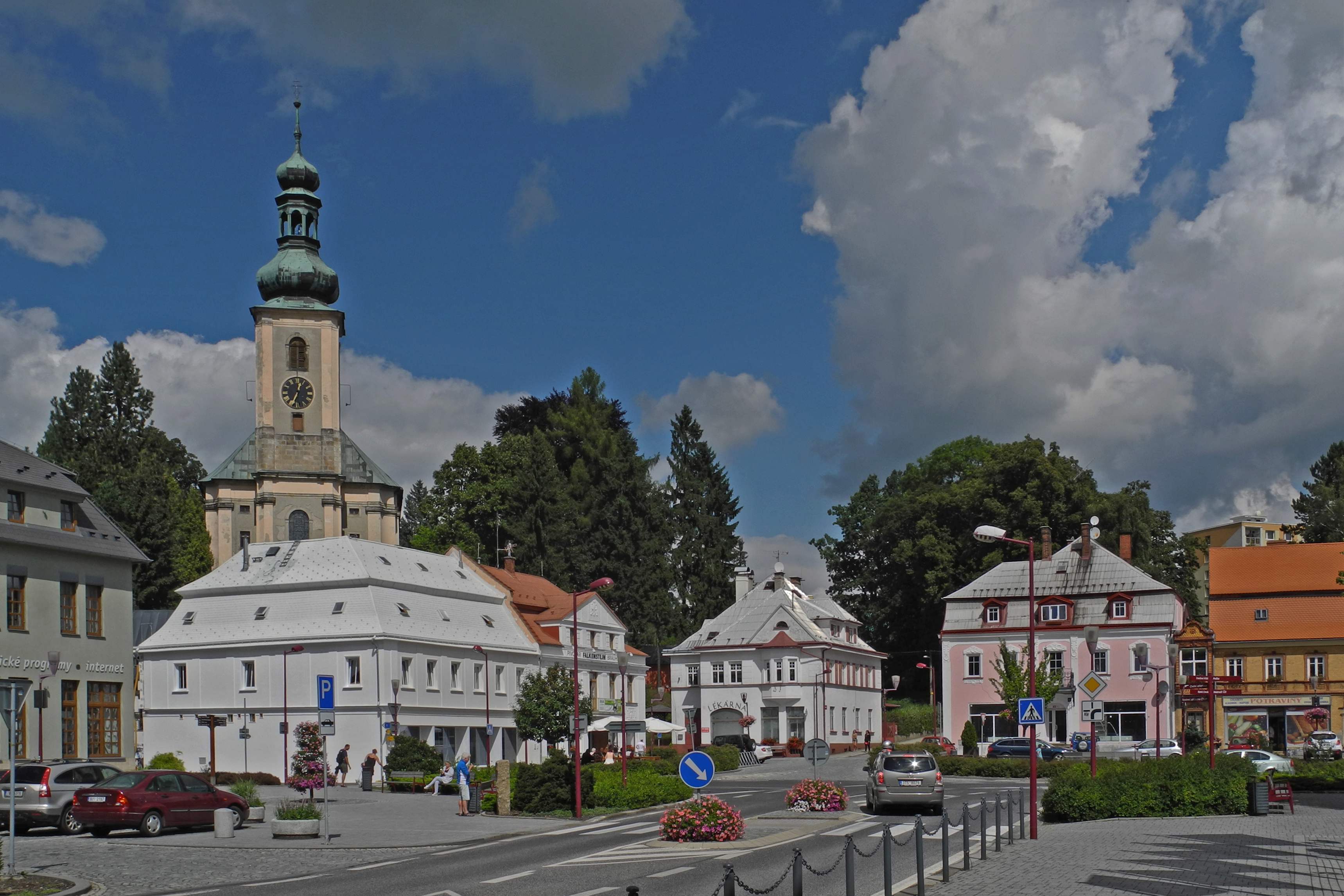
Pohled do ústí Nemocniční ulice na severní straně Křinického náměstí

Jedná se o třípatrovou novorenesanční stavbu, jednotlivá patra jsou svisle bedněná a oddělená prkennými kordonovými římsami. Přízemí objektu má obdélný půdorys a je vyzděno z režného cihlového zdiva. Na průčelní jižní straně je segmentem zaklenutý vchod, na opačné straně budovy je zaklenuté okno. Na nároží je armování, naznačené cihlovým zdivem.
Střecha věže nad třetím patrem je mansardová, krytá plechem. Nižší část budovy, dosahující jen do druhého patra, je kryta polovalbou, která je podepřená čtyřmi konzolami, vybíhajícími ze štítu a sloužícími jako vaznice jeho krovu. Ve štítě polovalby je malé okno.
Východní průčelí má v 1. a 2. patře po třech oknech, ve třetím patře jsou dvě okna. Na severní straně věže je v každém patře jen jedno okno. Na západní straně není okno žádné, jen blíže k severnímu průčelí jsou dveře, které dříve ústily na lávku, která vedla na bývalý hřbitov, tato lávka se však nedochovala. Uvnitř věže jsou příkrými dřevěnými schodišti spojená jednotlivá patra, z přízemí do patra žádné schodiště nevede.